# كيوشي أويدا
كيوشي أويدا هو سياسي ياباني، ولد في 15 مايو 1948 في فوكوكا في اليابان. حزبياً، نشط في الحزب الديمقراطي الياباني (1998 – 2003) وحزب التجدد الياباني (1993 – 1994) وحزب الآفاق الجديدة (1994 – 1997) وNew Liberal Club ‏ (25 يونيو 1976 – 15 أغسطس 1986) والحزب الليبرالي الديمقراطي الياباني (1986 – 1993) وFrom Five ‏ (1997 – 1998) ومستقل (2003 – ). وقد انتخب governor of Saitama Prefecture ‏ (1 سبتمبر 2003 – ) وانتخب عضو مجلس النواب من اليابان.